# Препуциум
Препуциум (на латински: praeputium), с традиционно название на български краекожие, в анатомията на човека е тънка еластична кожа, намираща се в крайната част на пениса и покриваща неговата главичка. В долната си част се прикрепва към пениса посредством образувание наречено „юздичка“ или „френулум“. При ерекция кожата се изтегля назад, за да се оголи главичката.
Препуциумът при напълно развитите мъже се характеризира с необичано вариабилност, като той може да бъде от твърде дълъг и не оголващ главичката на пениса дори по време на полов акт, до почти липсващ и не можещ да покрие главичката дори в отпуснато състояние. Тази вариабилност на препуциума се обяснява от учени с липсата на биологично значение на този орган като независимо от своят размер и поведение той не носи нито репродуктивни ползи нито вреди на индивида. По този начин препуциумът отдавна не е обект на естествения отбор стабилизиращ големината формата и функциалността на почти всички други ортгани в човешкото тяло.
Обрязването представлява премахване на част или на цялото краекожие. То може да бъде в резултат на религиозни, здравни или медицински съображения, както и поради лични естетични или хигиенни предпочитания.
Препуциумът е възможно да се подложи на пиърсинг.